# Reguły Pillinga i Bedwortha
Reguły Pillinga i Bedwortha (PBR, z ang. Pilling–Bedworth ratio) – reguły służące do przewidywania czy zgorzelina lub warstwa tlenku wytworzona podczas korozji metalu w suchym powietrzu będzie zwarta i przez to będzie powodowała zmniejszenie szybkości korozji tego metalu lub jego pasywację. Zaproponowane zostały w 1923 roku przez N.B. Pillinga i R.E. Bedwortha.

## Definicja współczynnika PB
W regule tej stosuje się stosunek objętości komórki elementarnej w sieci krystalicznej tlenku do objętości komórki elementarnej odpowiadającej stechiometrycznej ilości metalu z którego tlenek tej jest tworzony, zwany stosunkiem (lub współczynnikiem) PB:
{\displaystyle \mathrm {PBR={\frac {V_{tlenek}}{V_{metal}}}={\frac {M_{tlenek}\cdot \rho _{metal}}{n\cdot M_{metal}\cdot \rho _{tlenek}}}} }
gdzie:
- PBR – stosunek Pillinga-Bedwortha
- M – masa atomowa lub cząsteczkowa,
- n – liczba atomów metalu w jednej cząsteczce tlenku
- ρ – gęstość, oraz
- V – objętość molowa.

## Użycie
Większość metali ma PBR >1, natomiast metale alkaliczne i ziem alkalicznych mają PBR < 1. 
W zależności od wyliczonego stosunku RPB:
- RPB < 1: warstwa tlenku jest przerwana i nie zabezpiecza przed korozją (np. wapń, magnez)
- RPB > 2: warstwa tlenku ma tendencję do odrywania się i nie zabezpiecza przed korozją (np. żelazo)
- RPB = 1–2: warstwa tlenku zabezpiecza przed korozją (np. aluminium, tytan, cyrkon, stale zawierające chrom).

Znanych jest wiele wyjątków od tych reguł. Wiele z nich ma związek z mechanizmem wzrostu tlenku: teoria PB zakłada, że tlen musi być przetransportowany przez warstwę tlenku metalu do powierzchni tlenek-metal; jednakże w rzeczywistości jony metalu mogą dyfundować do powierzchni tlenek-atmosfera.
Przykładowe wartości PBR
- K → K2O: 0,47
- Na → Na2O: 0,54
- Ca → CaO: 0,64
- Mg → MgO: 0,80
- Al → Al2O3: 1,28
- Ni → NiO: 1,66
- Cr → Cr2O3: 2,01
- Nb → Nb2O5: 2,69